# Petitgrain

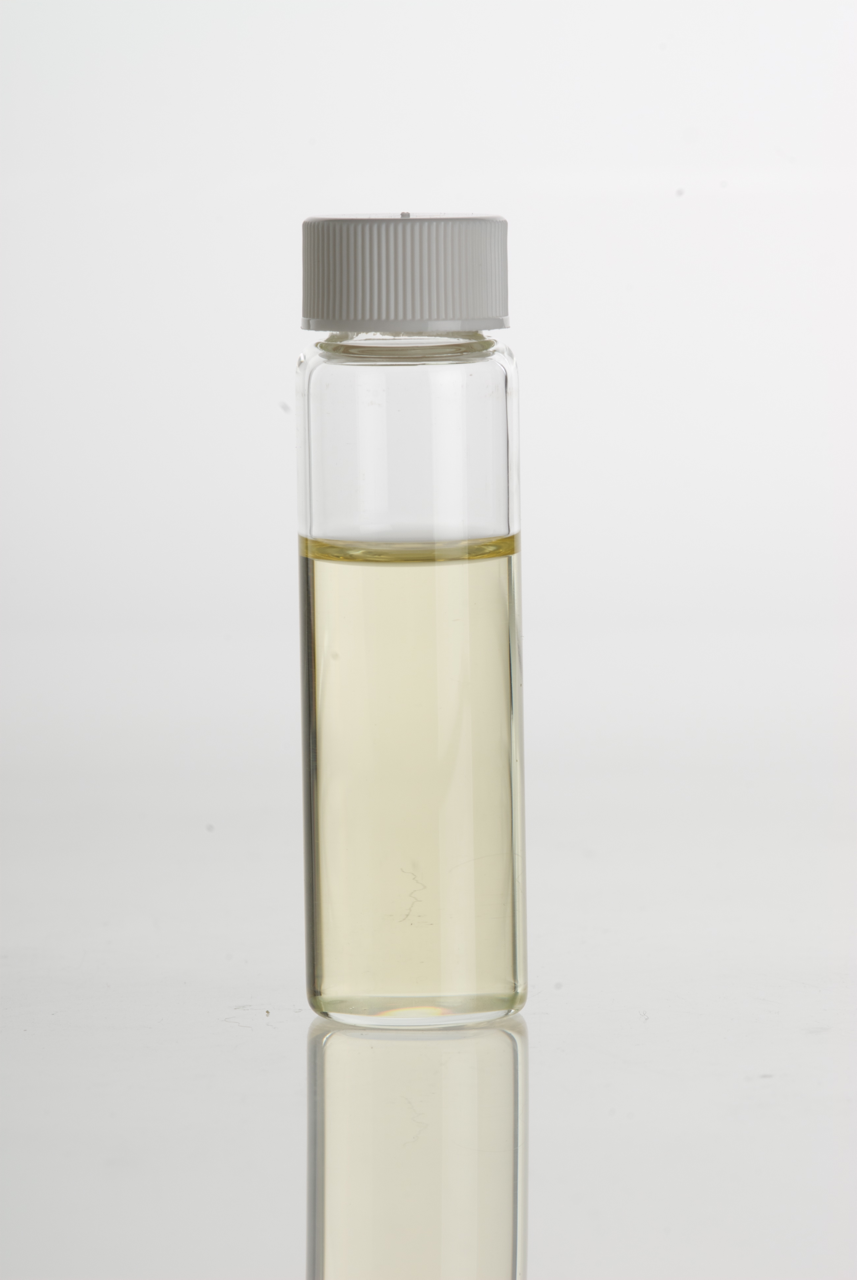
Petitgrain

Petitgrain è un olio essenziale ricavato dalle foglie, rami e frutti acerbi (da qui il nome petit grain) dell'arancio amaro ed è utilizzato nella produzione di profumi.
Le componenti chimiche che costituiscono il Petitgrain (Numero CAS 8014-17-3) sono: geraniolo, linalolo, nerolo, alfa-terpineolo, acetato di geranile, acetato di linalile, mircene, acetato di nerile e trans-ocimene.